# Гуровский, Николай Николаевич
Николай Николаевич Гуровский (1 мая 1917, Москва, Российская империя — 26 июня 1994, Москва, Российская Федерация) — советский и российский ученый-медик, известный специалист в области космической биологии, доктор медицинских наук. Начальник управления космической медицины Министерства здравоохранения СССР, лауреат Государственной премии.

## Биография

### Ранние годы
Родился 1 мая 1917 года в Москве.
Был призван на военную службу в 1939 году. С июля 1941 года по 3 сентября 1945 года работал военным медиком. На Дальневосточном фронте с 09.08.1945 по 03.09.1945 года. Удостоен медалями «За боевые заслуги» и «За победу над Японией».

### Отбор первых космонавтов
Согласно постановлениям ЦК КПСС и Совета министров СССР от 5 января 1959 года № 22-10СС «О медицинском отборе кандидатов в космонавты» и от 22 мая 1959 года № 569—264 «О подготовке человека к космическим полётам», в различных авиационных частях начали отбирать перспективных летчиков для подготовки к космическим полетам. Многочисленные кандидаты группами прибывали в Центральный научно-исследовательский авиационный госпиталь для углубленного медицинского обследования. Новую сферу медицинской деятельности возглавил Николай Николаевич Гуровский. Борис Евсеевич Черток отмечал, что Гуровский оказался не только опытным врачом, но и добрейшим человеком. При его активном содействии медицинские услуги оказывались не только врачам, но и специалистам космической техники.
В 1958 году в Институте авиационной медицины были начаты две работы: «Отбор человека для полёта в космос» и «Подготовка человека к первому космическому полёту». Научным руководителем обоих тем был Яздовский Владимир Иванович, а ответственным исполнителем — Гуровский Николай Николаевич.
В институте был сформирован специальный отдел по подготовке и отбору космонавтов. Н. Н. Гуровский характеризовал Юрия Гагарина как наблюдательного и способного очень образно и точно передавать увиденное, аргументируя тем самым правильность выбора космонавта.
Впоследствии он вспоминал:

Гагарин очень быстро обратил на себя внимание. Поначалу он был обыкновенным в группе космонавтов человеком, но затем многие увидели в нём подкупающие черты характера. Приведу такой пример. Космонавт, особенно первый, должен был, возвратившись из полета, описать, что он там видел. Есть люди, которые смотрят на окружающее как будто бы внимательно, но затем затрудняются в точном описании событий. А Гагарин как-то сразу образно и ярко умел все рассказать, и так естественно сложилось, что он вскоре оказался лидером группы
Николай Николаевич участвовал в создании Центра Подготовки Космонавтов, занимался вопросами медицинского обеспечения полетов экипажей на космических кораблях и орбитальных станциях.
За успешное выполнение специального задания Правительства по созданию образцов ракетной техники, космического корабля-спутника «Восток» и осуществление первого в мире полета этого корабля с человеком на борту Николай Николаевич Гуровский награждён орденом Трудового Красного Знамени.

### Дальнейшая жизнь
В дальнейшем Николай Николаевич работал начальником Управления космической биологии и медицины при Институте медико-биологических проблем Минздрава СССР. Внес вклад в формирование и становление института, укрепление его кадрами, в создание материально-технической базы, решение актуальных научных задач.
Николай Гуровский был назначен сопредседателем смешанной советско-американской рабочей группы, разрабатывающей вопросы сотрудничества ученых СССР и США в области космической биологии и медицины.
Принял участие в создании фундаментального советско-американского научного издания «Основы космической биологии и медицины», обобщающего многолетние наработки советских и американских ученых в космической биологии и медицине. Николай Гуровский совместно с американским специалистом доктором М.Линком подготовил научную статью для данного сборника, в которой специалисты провели критический разбор методик отбора космонавтов, обосновали необходимость новых подходов и рекомендаций. По мнению Н. Н. Гуровского, назрела необходимость стандартизации медицинского обследования космонавтов.
Автор ряда книг, посвященных космонавтике и космической биологии.

## Награды и премии
- Орден Трудового Красного Знамени (17 июня 1961 года)
- Медаль За боевые заслуги
- Медаль "За победу над Японией"
- Лауреат Государственной премии (1978)

### Научно-популярная литература
- Гуровский Н. Н. Космические путешествия. Народный университет. Естественнонаучный факультет Издательство: Знание.
- Гуровский Н. Н., Герд М. А.. Первые космонавты и первые разведчики космоса. Издательство «Наука» .

### Некоторые научные работы
- Гуровский Н. Н., Котовская А. Р., Симпура С.Ф. и др. Разработка некоторых способов тренировки космонавтов к воздействию ускорений на центрифуге. Отчет НИИИАКМ. — М., 1964.
- Гуровский Н. Н., Коваленко Е. А.. Гипокинезия. Москва : Медицина, 1980
- Гуровский Н. Н. Функция организма и факторы космического полета. Москва : Медицина, 1974
- Гуровский Н. Н., Космолинский Ф. П., Мельников Л. Н. Проектирование условий жизни и работы космонавтов. 1980
- Гуровский Н. Н., Мей М., Линк, Брянов И. И. Отбор космонавтов // Основы космической биологии и медицины. Т. 3. М.: Наука, 1975